# Ardisia lammersiana
Ardisia lammersiana är en viveväxtart som beskrevs av W.N.Takeuchi. Ardisia lammersiana ingår i släktet Ardisia och familjen viveväxter. Inga underarter finns listade i Catalogue of Life.